# Bohadschia
Bohadschia is een geslacht van zeekomkommers uit de familie Holothuriidae.

## Soorten
- Bohadschia argus Jaeger, 1833
- Bohadschia atra Massin, Rasolofonirina, Conand & Samyn, 1999
- Bohadschia cousteaui Cherbonnier, 1954
- Bohadschia koellikeri (Semper, 1868)
- Bohadschia maculisparsa Cherbonnier & Féral, 1984
- Bohadschia marmorata Jaeger, 1833
- Bohadschia mitsioensis Cherbonnier, 1988
- Bohadschia paradoxa (Selenka, 1867)
- Bohadschia steinitzi Cherbonnier, 1963
- Bohadschia subrubra (Quoy & Gaimard, 1834)
- Bohadschia vitiensis (Semper, 1868)

Niet meer geaccepteerde namen
- Bohadschia albiguttata Jaeger, 1833 (nomen dubium)
- Bohadschia drachi Cherbonnier, 1954, geaccepteerd als Pearsonothuria graeffei (Semper, 1868)
- Bohadschia graeffei (Semper, 1868), geaccepteerd als Pearsonothuria graeffei (Semper, 1868)
- Bohadschia similis (Semper, 1868), geaccepteerd als Bohadschia vitiensis (Semper, 1868)
- Bohadschia tenuissima (Semper, 1868), geaccepteerd als Bohadschia vitiensis (Semper, 1868)